# Mosopia
Mosopia là một chi bướm đêm thuộc họ Erebidae.